# Donna detective
Donna detective è una serie televisiva poliziesca italiana.

## Descrizione
La serie è prodotta dalla Endemol Italia dal 2007 per Rai Fiction. La protagonista, l'ispettore capo della Polizia di Stato e criminologa Lisa Milani, è interpretata da Lucrezia Lante della Rovere.
Di questa fiction sono state realizzate due stagioni: la prima, diretta da Cinzia TH Torrini, composta da 6 puntate di 100 minuti ciascuna, trasmessa in prima visione TV tra il novembre e il dicembre del 2007 in prima serata su Rai 1; la seconda, diretta da Fabrizio Costa e formata da 16 episodi complessivi di un'ora, andati in onda per blocchi di due, a partire dal 20 aprile 2010, sempre su Rai 1 in prima serata. Il genere è a metà tra il poliziesco e il drammatico; le location della serie sono Roma e Tivoli.
Oltre ad avere ottenuto un buon successo in Italia ed ottimi ascolti, questa fiction è stata anche esportata all'estero, perlopiù con il titolo di Lady detective.

## Episodi
| Stagione         | Episodi | Prima TV |
| ---------------- | ------- | -------- |
| Prima stagione   | 6       | 2007     |
| Seconda stagione | 16      | 2010     |

## Trama

### Prima stagione
La fiction segue due storie parallele: la vita privata della protagonista Lisa Milani da una parte, e una serie di gialli da risolvere dall'altra. Lisa Milani è sposata con un noto medico (Michele) di Tivoli, il quale viene accusato di essere l'assassino di una collega con cui si scoprirà aver avuto una relazione extra-coniugale. L'omicidio della giovane dottoressa (Giulia) da parte del marito di Lisa alla fine della serie si rivela falso: l'arresto del medico è stato fatto per una serie di sfortunate coincidenze; si scopre infatti che l'assassino è il caporeparto di Ostetricia dello stesso ospedale: Giulia infatti aveva scoperto un caso di falsa dichiarazione e occultamento delle responsabilità della morte di una giovane donna e del suo bambino, il che avrebbe portato alla fine della carriera del primario e di un'infermiera: per non far sorgere la verità decide di uccidere la giovane Giulia. Alla fine della serie il marito di Lisa torna a vivere con la sua famiglia: le indagini erano state condotte dal severo giudice Farnese, che ha dovuto ammettere il proprio sbaglio, ossia non aver creduto mai a Lisa e aver accusato senza prove sufficienti Michele.

### Seconda stagione
Lisa Milani e la sua famiglia si trasferiscono a Roma e sono pronti ad iniziare una nuova vita, quando una amica di Ludovica, Giada Cassani, viene uccisa insieme al suo presunto amante Antonio Parente. Questo caso è al centro dell'attenzione per tutta la serie, poiché riguarderà anche la figlia dell'ispettrice. Lisa è incaricata di indagare su questo caso, che però sembra non trovare mai il suo assassino. Intanto un nuovo ispettore, presentato e voluto fortemente dal PM Farnese, arriva in commissariato si chiama Giancarlo Spina. Quest'ultimo, andando avanti con le puntate, si scopre che è uno spietato complice degli assassini (è la loro spia in commissariato) ed è quindi a conoscenza di come si sono svolti realmente i fatti. Volontariamente, per tutelare il suo doppio gioco, metterà in pericolo la vita di Ludovica (anche "chattando" con lei, nascosto dietro a un misterioso nickname, in modo da scoprire cosa sapesse sul caso) e di Lisa, cercando di sviare con prove false ripetutamente le indagini. Grazia intanto, non essendo ancora a conoscenza della vera personalità dell'uomo, si è profondamente innamorata dell'ispettore corrotto; il loro rapporto andrà avanti fino a che Spina non verrà ritrovato morto sulla sua auto. All'inizio sembrerà un suicidio, che come motivazione avrebbe le numerose accuse mosse nei suoi confronti da Lisa, tuttavia, poi, si scoprirà che Spina è stato ucciso (probabilmente dagli stessi criminali che l'avevano "ingaggiato" e ammazzato Giada e Parente, in quanto lui voleva "uscire dal giro" e dire tutto alla polizia). Grazia, infine, recuperando dei file dal computer di Spina, trova un video (impresso su un CD rubato, in seguito ad uno scasso, a casa Milani) dove si vede Spina entrare a casa di una donna indiziata, proprio da lui, per l'indagine Parente (si saprà poi che avrà collocato di proposito, per farla accusare, una pistola a casa della donna): è la prova della colpevolezza dell'ispettore.
In questa stagione, ci sono nuovamente problemi fra Lisa e Michele. Nelle puntate conclusive, per tutelare la loro famiglia, Lisa decide di far abitare il marito e i figli, fino alla fine della sua indagine, a casa della sua migliore amica (segretamente innamorata del marito di Lisa). Michele, oltre a non essere totalmente d'accordo con la moglie per questo, le nasconde, oramai da tanto, di aver bisogno di un intervento alla testa per eliminare una cisti fastidiosa. La situazione precipiterà quando una mattina, tornando Michele a casa sua per prendere dei vestiti, troverà Lisa a casa col giovane collega Nanni: la cosa verrà mal interpretata dal medico che andrà subito via da casa, senza dare la minima possibilità alla moglie di spiegare il grande equivoco di cui è evidentemente vittima. Lisa vuole prendersi un periodo di aspettativa per stare vicino alla famiglia, ma l'omicidio di Spina apre nuove prospettive sul caso Parente e lei non può tirarsi indietro. Ora si ha la certezza che ogni mossa della polizia sia stata spiata, intralciata e pilotata. Occorre, dunque, indagare su tutti i fronti, anche su Farnese che aveva caldeggiato il trasferimento di Spina nel loro commissariato e che ora ha chiesto di essere sollevato dal caso per consentire lo svolgimento delle indagini. Intanto Ludovica viene improvvisamente rapita. Lisa viene minacciata dai rapitori, quindi non può svelare nulla ai colleghi (salvo Grazia) per paura che Ludovica abbia la stessa sorte di Giada visto che i rapitori sono anche gli assassini di quest'ultima.
Lisa allora decide di fare tutto di testa propria seguendo il suo istinto materno. Riesce a farsi svelare dove si trova Ludovica. Arrivata nella casa dove era imprigionata la figlia, Lisa trova Ippoliti, l'uomo che gestiva gli affari di Parente e mandante dei due omicidi, nonché colui che aveva suggerito a Farnese di ingaggiare Spina. Lisa punta la pistola su Ippoliti e lo mette con le mani in alto, ma a sua volta qualcuno fa lo stesso con lei. Sono i sicari di Ippoliti. Lisa rischia la vita, ma irrompono Grazia e Nanni che la salvano e riescono a fermare Ippoliti e a liberare Ludovica.
Riunita la famiglia e risolto il caso, tocca a Michele: ora può subire la delicata operazione alla testa che però a causa della lunga attesa da parte di Michele è diventata molto rischiosa. Il chirurgo avvisa Lisa e i figli che Michele potrebbe non farcela, ma fortunatamente il medico riesce a superare l'intervento.

## Personaggi
- Lucrezia Lante della Rovere è l'ispettore capo Lisa Milani Mattei
- Kaspar Capparoni è Michele Mattei
- Sara Santostasi è Ludovica Mattei
- Luca Ward è il pm Maurizio Farnese
- Massimiliano Benvenuto è Giancarlo Spina
- Flavio Montrucchio è Nanni Fortuna
- Anna Ammirati è Grazia Bini
- Stefano Masciarelli è Sergio Lorenzi
- Helene Nardini è Chiara Volpi
- Manuela Maletta è Manuela Milani
- Toni Garrani è Alberto Giordano
- Ralph Palka è Neumann Christian
- Luis Molteni è Domenico Francioni